# Gruvdrift

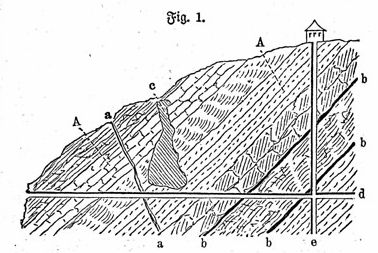
Snitt genom en underjordsbrytning

En gruva är en plats där man bryter malm och mineral. Gruvbrytning kan ske under jord eller ovan jord i så kallade dagbrott.
Gruvdrift är ofta kombinerad med ett anrikningsverk (mineralberedningsverk), där malmen renas till koncentrat, sliger, samt ibland även ett pelletsverk för tillverkning av pellets, för vidare transport till smältverk. Vid gruvor finns ofta schakt. Ovanför schakten är det vanligt med en uppfordringsanläggning för transporter upp och ner ur gruvan. Den tornliknande byggnad som oftast står över schaktet kallas lave eller gruvlave.
Den äldsta kända gruvan är "Lejongrottan" i Swaziland. Kända äldre gruvor i Sverige som idag är välbesökta turistmål är Sala silvergruva, som bland annat är uthackad med den äldre tillmakningsmetoden, och Falu koppargruva.

## Teknik

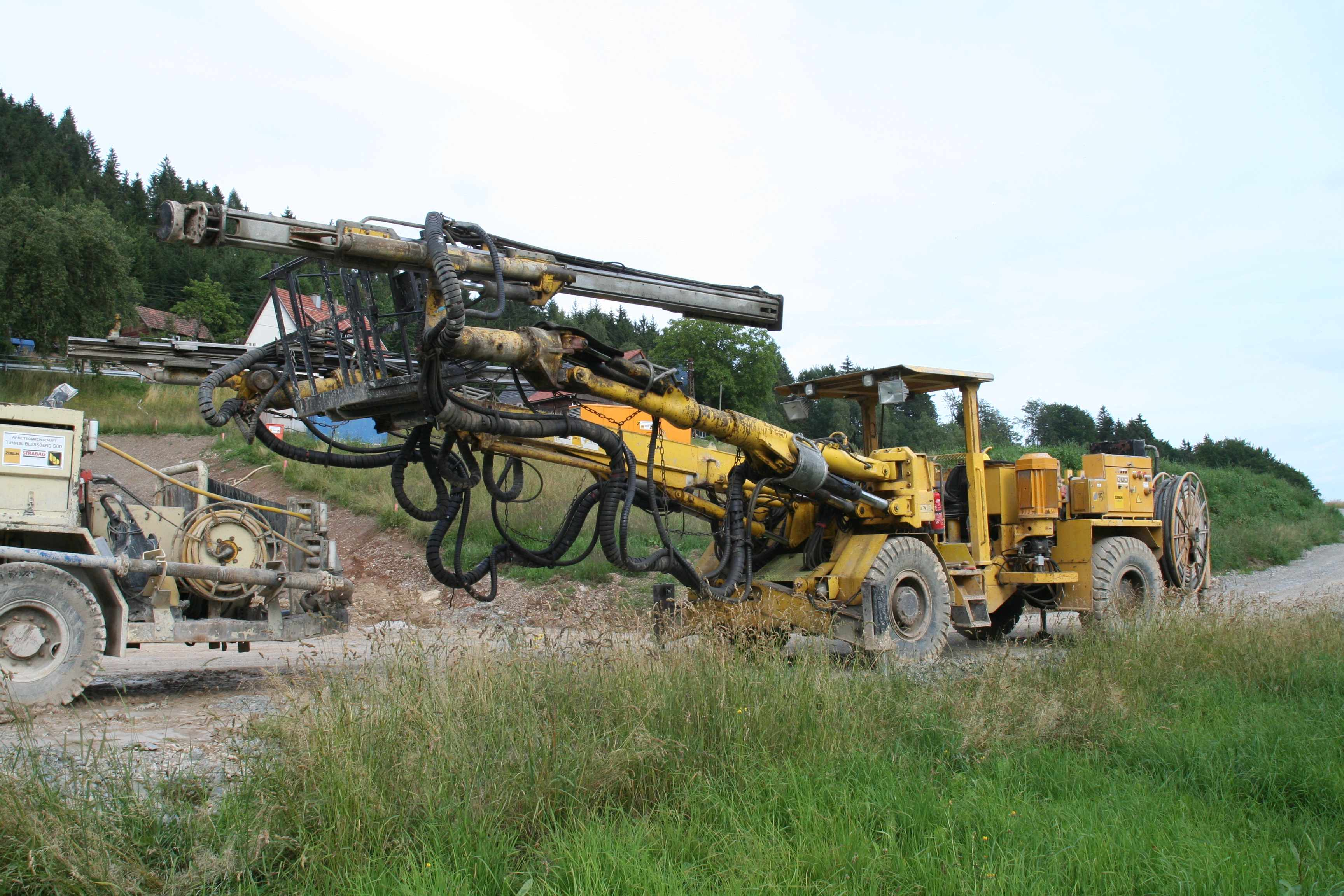
Borrmaskin med två borraggregat och en laddbrygga

### Brytning
Det äldsta medel som användes för att lösgöra berg av sådan hårdhet att det inte med hjälp av hackor, kilar och spett direkt kunde brytas, var genom eld. Genom att kraftigt hetta upp berget blev detta sprött och kunde brytas med bland annat järnspett. Denna metod kallas tillmakning och har allmänt använts i många gruvor i Sverige såväl som utomlands. I Sala användes den ända fram till senare hälften av 1870-talet. Vid tillmakning blir berget brytbart utan att någon nedkylning med vatten är nödvändigt. Även om enstaka belägg finns för att vattenbegjutning använts, så tillhör det undantagen. I Sverige började krut användas för malmbrytning i slutet av 1600-talet men blev allmänt först under 1700-talet.
Från och med 1860-talet ersattes krutet av nitroglycerin eller andra explosiva sprängämnen som dynamit, sebastin, ammoniakkrut, extradynamit, patentdynamit och expressdynamit. Sprängämnena inlades i hål, borrade i berget. I sprängämnet insattes en tändpatron, även kallad tändkapsel, från vilken utgick en stubintråd som nådde ett stycke utanför hålet. Under 1800-talets sista år användes även elektrisk antändning av tändpatroner. Ovanpå sprängämnet tillpackades sedan en förladdning av lera eller sand (stundom brukades även vatten), varefter stubinen antändes och skottet gick av. För att få god effekt av skottet fordrades, att borrhålet "påsattes", slogs till lagom djup och att laddningen var rätt avpassad.
Då sprängning användes för kolens löstagning (inte i Sverige), använder man så kallade "säkerhetssprängämnen", som kännetecknas av att de vid explosionen utvecklar ringa låga.

### Lastning och transport

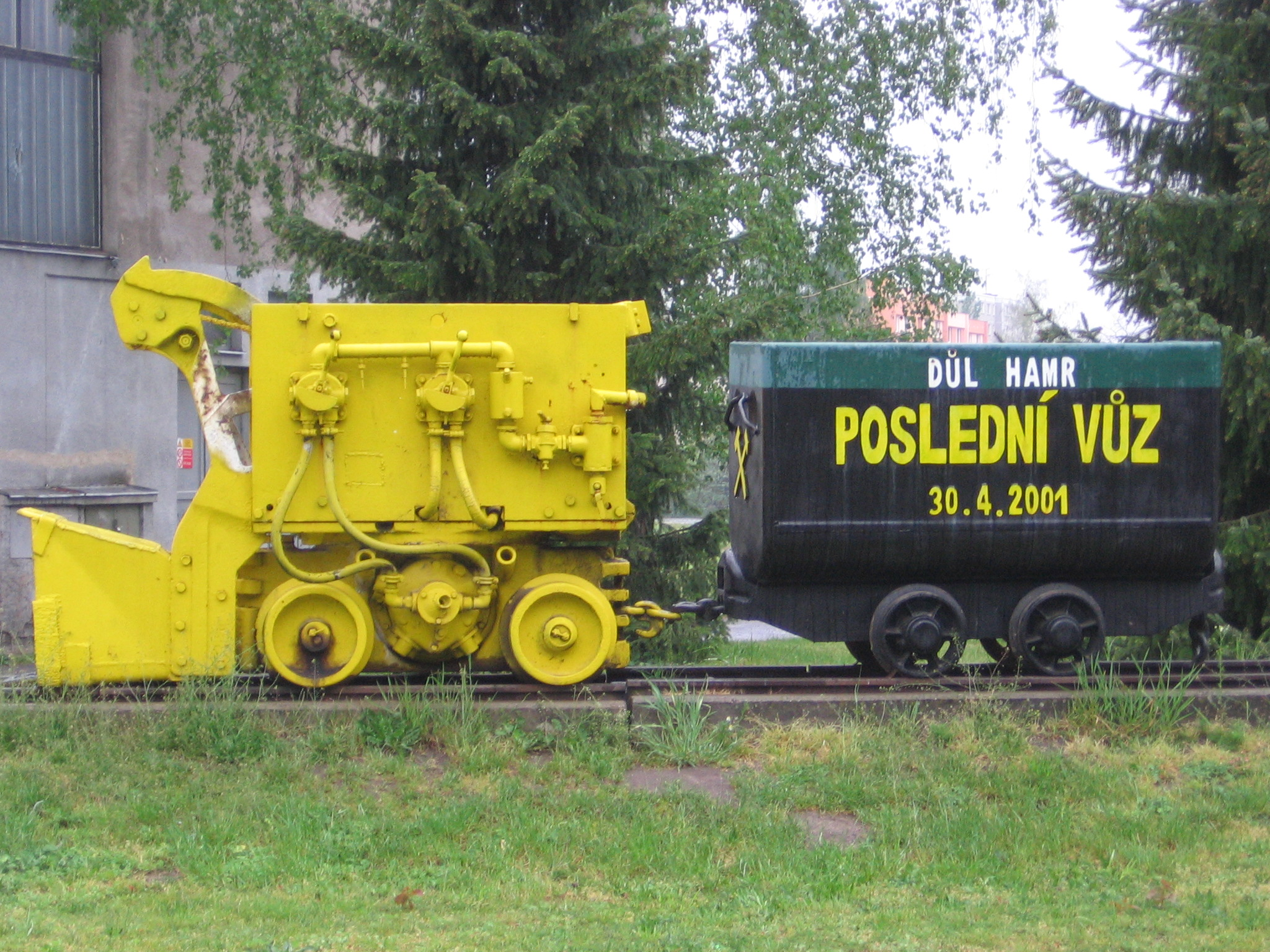
Rälsgående kastlastmaskin och malmvagn för underjordsbruk

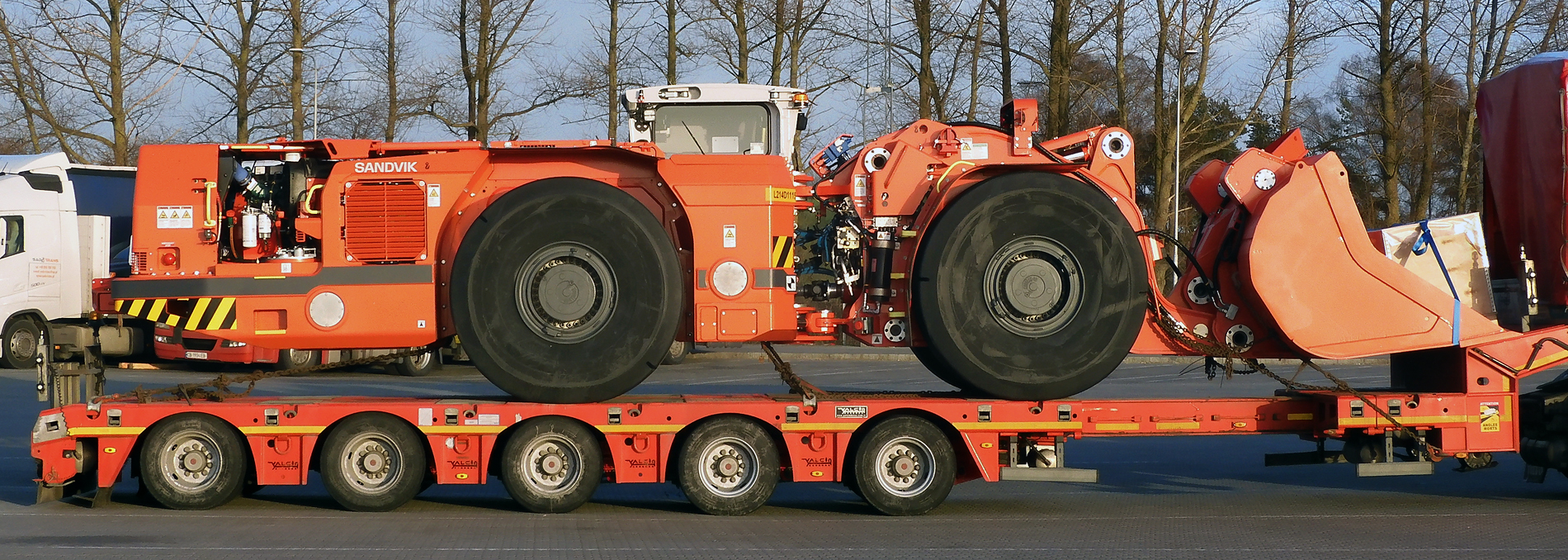
Gruvlastmaskin LH 514 från Sandvik.

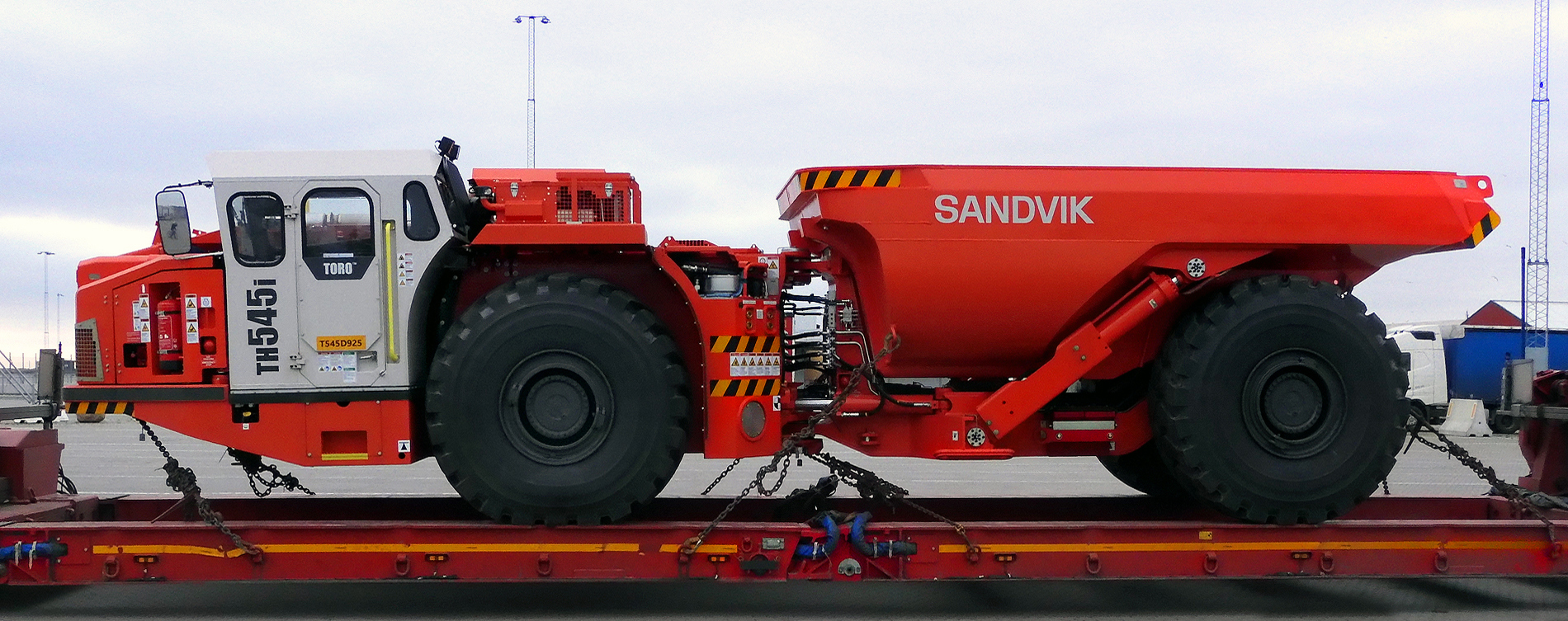
TH 545i från Sandvik AB.

Det äldsta medlet som stod till buds för lastning och transport till uppfordringen var manuell arbetskraft. Senare började man använda smalspåriga järnvägar under jord. Många olika framdrivningssätt har använts, hästar, tryckluftslok, ackumulatorlok och ellok. I dagens gruvor använder man järnvägstransporter i större gruvor som till exempel Kiirunavaara. I mindre gruvor använder man gruvtruckar eller vanliga lastbilar vid längre transporter fram till gruvhissen eller uppför rampen, om transportsträckorna är korta används gruvlastmaskiner som transporterar malmen i skopan.

### Uppfordring
I dagbrott eller underjordsgruvor med måttliga djup så körs malmen uppför en spiralformad ramp med gruvtruckar eller vanliga lastbilar. I djupare underjordsgruvor fraktas malmen vanligtvis upp med en separat gruvhiss.

### Pumpar
I majoriteten av alla gruvor läcker grundvatten in och måste pumpas bort för att gruvdriften skall kunna fortsätta. 
I gruvor som använder moderna borrmaskiner används vatten för att få bort borrkaxet (krossat berg) som då ökar pumpbehovet ytterligare då även kylvattnet måste pumpas upp. Pumptekniken har oftast satt begränsningar för gruvornas djup. Engelsmannen Thomas Newcomen konstruerade i början av 1700-talet en ångmaskin som användes för att pumpa upp vatten från gruvor. De typiska problemen för pumpar i gruvor är slitage från partiklar i vattnet och lågt pH-värde på vattnet.

### Anrikning
Huvudartikel Anrikning
I anrikningsverket separerar man malmen från gråberget (se varp (malm)). Ett första steg i processen är att finfördela materialet med krossar och kvarnar till slig. Därefter använder man en eller flera anrikningsmetoder beroende på skillnader i fysikaliska egenskaper hos malmen och gråberget (varp).
Anrikningsmetoder:
- Flotation
- Specifik vikt
- Elektrostatisk separation
- Magnetisk separation

## Terminologi
- Gruvfogde är en förman vid större gruva. Tidigare en gruvförvaltare eller inspektor vid gruva.
- Stöt är en mycket vid och djup gruvöppning, som liknar en stor grop. Exempelvis den stora stöten vid Falu koppargruva.

## Världsbanken och privatiseringarna
Världsbanken har varit involverad i gruvdrift sedan 1955, huvudsakligen genom International Bank for Reconstruction and Development. 1955–1990 erbjöd banken finansiering på totalt två miljarder dollar till femtio gruvprojekt. Flera av dessa projekt har dock blivit häftigt kritiserade, bland annat Ferro Carajas-projektet i Brasilien som började 1981. Med rapporten The Strategy for African Mining (1992) tog Världsbanken allt tydligare ställning för en privatisering av statligt ägda gruvföretag. Rapporten följdes av en liknande gällande Filippinerna och 1997 privatiserades Latinamerikas största gruvföretag Vale do Rio Doce.